# KGHM Dialog Polish Indoors 2008
Il KGHM Dialog Polish Indoors 2008 è stato un torneo di tennis facente parte della categoria ATP Challenger Series nell'ambito dell'ATP Challenger Series 2008. Il torneo si è giocato a Breslavia in Polonia dal 28 gennaio al 3 febbraio 2008 su campi in cemento (indoor) e aveva un montepremi di $106 500+H.

## Vincitori

### Singolare
Kristof Vliegen ha battuto in finale  Jürgen Melzer con il punteggio di 6–4 3–6 6–3

### Doppio
Jamie Cerretani /  Lukáš Rosol hanno battuto in finale  Werner Eschauer /  Jürgen Melzer con il punteggio di 6(7)–7 6–3 (10–7)